# Remelana baweana
Remelana baweana är en fjärilsart som beskrevs av Hans Fruhstorfer 1907. Remelana baweana ingår i släktet Remelana och familjen juvelvingar. Inga underarter finns listade i Catalogue of Life.